# 20 Monocerotis
20 Monocerotis, som är stjärnans Flamsteed-beteckning, är en ensam stjärna belägen i den mellersta delen av stjärnbilden Enhörningen. Den har en skenbar magnitud på ca 4,92 och är svagt synlig för blotta ögat där ljusföroreningar ej förekommer. Baserat på parallax enligt Gaia Data Release 2 på ca 16,8 mas, beräknas den befinna sig på ett avstånd på ca 194 ljusår (ca 59 parsek) från solen. Den rör sig bort från solen med en heliocentrisk radialhastighet av ca 78 km/s.

## Egenskaper
Primärstjärnan 20 Monocerotis A är en orange till gul jättestjärna av spektralklass K0 III, vilken  ingår i röda klumpen, befinner sig på den horisontella jättegrenen och genererar energi genom termonukleär fusion av helium i dess kärna. Den har en massa som är ca 1,1 solmassor, en radie som  är ca 10 solradier och utsänder ca 46 gånger mera energi än solen från dess fotosfär vid en effektiv temperatur av ca 4 700 K.
Utöver primärstjärnan har tre visuella följeslagare rapporterats: 20 Monocerotis B, av magnitud 12,93 separerad med 67,8 bågsekunder, 20 Monocerotis C, av magnitud 10,16 separerad med 167,9 bågsekunder, och 20 Monocerotis D, av magnitud 12,46 och separerad med 102,3 bågsekunder.